# Integration der fünf Dimensionen
Die Integration der fünf Dimensionen (vereinfachtes Chinesisch: 五位一体) ist ein Slogan der KP Chinas betreffend die umfassende Förderung des Aufbaus von Wirtschaft, Politik, Kultur, Gesellschaft und einer ökologischen Zivilisation. Er wurde zum ersten Mal auf dem 18. Parteitag der KP Chinas am 8. November 2012 vom ehemaligen Generalsekretär des ZK der KP Chinas, Hu Jintao, formuliert.
In seinem Bericht sagte Hu Jintao: „Für den Aufbau des Sozialismus chinesischer Prägung bildet das Anfangsstadium des Sozialismus die fundamentale Grundlage, seine Gesamtanordnung ist die Integration des fünffachen Aufbaus in eine Einheit und seine zentrale Aufgabe ist die Verwirklichung der sozialistischen Modernisierung und des großartigen Wiederauflebens der chinesischen Nation.“
Seit dem 18. Parteitag 2012 sprach der Generalsekretär des ZK der KP Chinas, Xi Jinping, in mehreren Reden von der „Integration der fünf Dimensionen“. Wie zum Beispiel, beim fünften Gipfeltreffen der BRICS-Staaten im Jahr 2013 und in seiner Rede in der National University of Singapore im Jahr 2015 sagte er, man müsse den Aufbau der Wirtschaft, Politik, Kultur, Gesellschaft und der ökologischen Zivilisation umfassend fördern, um die Ziele „Zweimal hundert Jahre“ zu verwirklichen.
Auf dem 19. Parteitag der KP Chinas im Jahr 2017 wurden Xi Jinpings Ideen des Sozialismus chinesischer Prägung im neuen Zeitalter in der Verfassung der Volksrepublik verankert. Darin wurde festgelegt, dass der Hauptentwurf der Sache des Sozialismus chinesischer Prägung die Integration der fünf Dimensionen sei.
Das Schlagwort „Integration der fünf Dimensionen“  fällt in seiner Rede im Zusammenhang mit der „strategische Anordnung für die Vier Umfassenden Handlungen“, beide Begriffe werden aber nicht näher erläutert, d. h. sie werden möglicherweise als allgemein bekannt vorausgesetzt.

## Politische Einschätzung
Zhang Xian von der University of Chinese Academy of Social Sciences in Peking meint, dass die Gesamtanordnung der Integration der fünf Dimensionen ein einheitliches System mit interner Struktur sei. Der wirtschaftliche Aufbau bilde die Grundlage, der politische Aufbau sei die Garantie, der kulturelle Aufbau sei die Seele, der gesellschaftliche Aufbau sei die Voraussetzung und der Aufbau der ökologischen Zivilisation schaffe die Basis.
Geeta Kochhar von der Jawaharlal Nehru University interpretiert das Papier als Ergebnis einer Änderung in der chinesischen Außenpolitik nach dem Ende des Kalten Krieges und der Entwicklung eines neuen Sicherheitskonzepts unter Hu. Vorangegangen waren die Einrichtung der Shanghai Cooperation Organisation (SCO), der Eintritt der VR China in die internationale Organisation ostasiatischer Staaten ASEAN und in Asean + 3 und in die BRICS sowie der Aufbau einer strategischen Partnerschaft mit der EU.